# Triin Tasuja

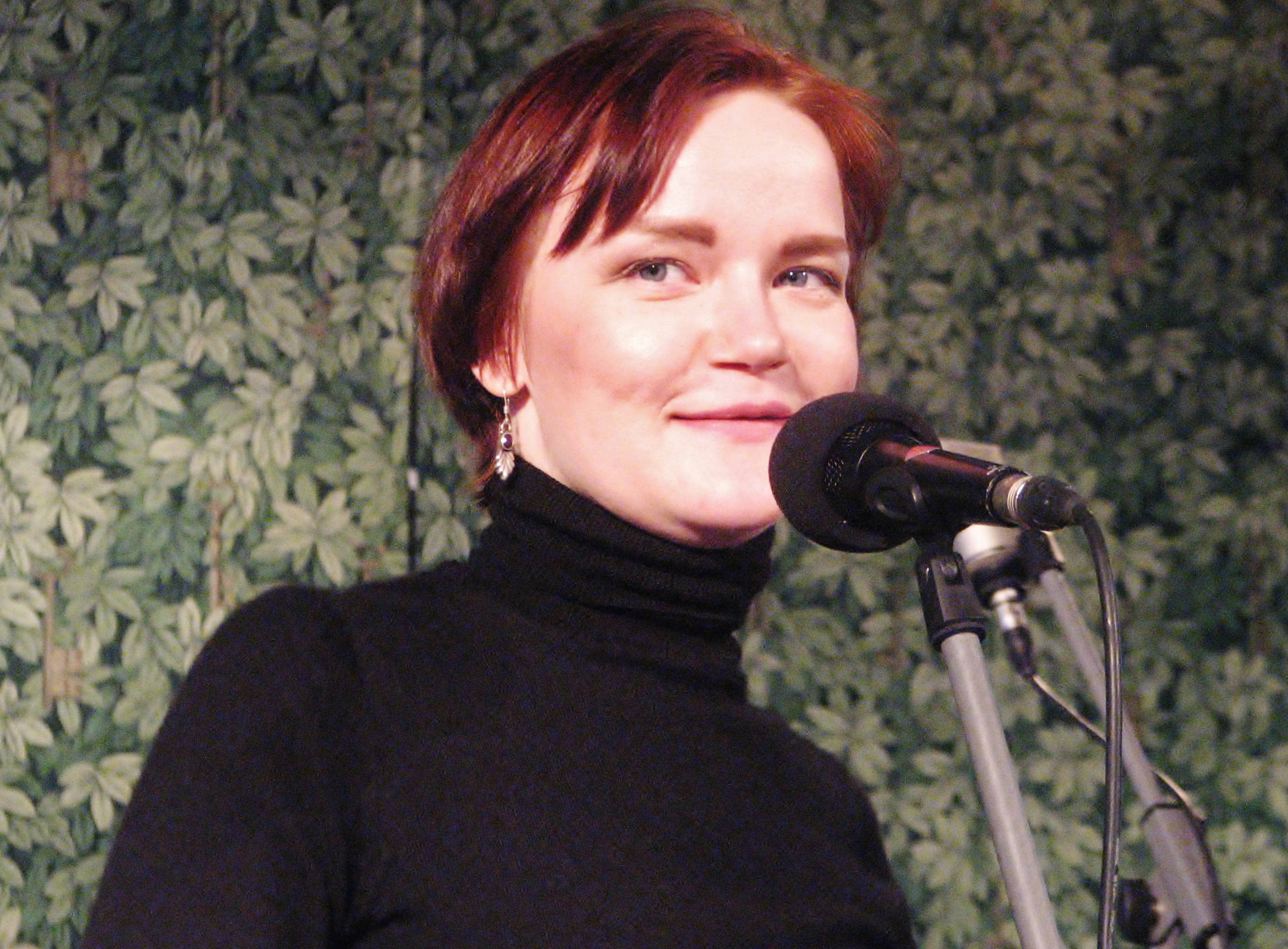
Triin Tasuja (2015)

Triin Tasuja (* 28. Juli 1989 in Sääse, Kreis Lääne-Viru) ist eine estnische Lyrikerin.

## Leben
Triin Tasuja machte 2008 in Tamsalu ihr Abitur und studiert seit 2016 an der Universität Tallinn Anthropologie. Sie lebt in Tallinn und ist seit 2014 Mitglied des Estnischen Schriftstellerverbands.

## Werk
Tasuja debütierte 2009 mit dem Gedichtband Provinzdichtung, dessen Titel Programm ist: Auf dem platten Lande geboren, betrachtet sie die Welt nicht von den herkömmlichen (Kultur-)Zentren aus, sondern gleichsam „aus der Provinz“. Kennzeichen ihrer sehr persönlichen Dichtung ist die häufige Verwendung der 1. Person Singular, hier wurde sie innerhalb der estnischen Lyrik verglichen mit Johnny B. Isotamm, aber auch mit internationalen Größen wie etwa Charles Bukowski. Gleichzeitig wurden ihre Gedichte als „lyrische Autobiografie“ bezeichnet, was sie in den Augen einer Kritikerin in die Nähe der Prosaisten Jüri Ehlvest und Peeter Sauter rückte.
Tasuja hat auch einige Prosatexte veröffentlicht und wird mittlerweile zu den „jungen wütenden Frauen“ der estnischen Gegenwartslyrik gezählt wie Helena Läks, Kelly Turk oder Sveta Grigorjeva.

## Auszeichnungen
- 2009 Betti-Alver-Debütpreis

## Bibliografie
- Provintsiluule (‚Provinzdichtung‘) Tartu: Värske Rõhk 2009. 62 S.
- Armastust on ja armastust pole (‚Liebe gibt es und gibt es nicht‘). Pärnu: Ji 2011. 79 S.
- Vastuseta kirjad (‚Unbeantwortete Briefe‘). Tallinn: Kite MTÜ 2014. 64 S.
- Seksistentsialism (‚Sexistenzialismus‘). Tallinn: Koobakene 2020. 62 S.